# 30259 Catherineli
30259 Catherineli è un asteroide della fascia principale. Scoperto nel 2000, presenta un'orbita caratterizzata da un semiasse maggiore pari a 2,2526956 UA e da un'eccentricità di 0,1886424, inclinata di 6,35994° rispetto all'eclittica.